# Annwn
Annwn, auch Annwfn (walisisch, [anʊn] beziehungsweise [anʊvn]) oder Annwfyn, Annwvyn, ist ein Königreich in der walisischen Mythologie. Es wird als Teil der keltischen Unterwelt interpretiert.

## Etymologie
Es ist unklar, wie die genaue Übersetzung von Annwn lautet. Es wird davon ausgegangen, dass sich Annwn aus den Wortteilen *ande „unter“ (neuwalisisch an- „sehr“) und *dubnos (nwal. dwfn „Tiefe, Tiefenlage; tief“) zusammensetzt. Dies erlaubt breit gefächerte Interpretationsmöglichkeiten, die von „Untiefen“ über „Unterwelt“ bis hin zu „Innenwelt“ reichen. Es werden Parallelen zum irischen Andomhain gezogen, welches auch eine Beschreibung für einen andersweltlichen Ort darstellt.

## Mythologie
Annwn wird in Pwyll Pendefig Dyfed („Pwyll, Fürst von Dyfed“), einem Zweig des Mabinogion, erwähnt, als Pwyll auf der Jagd Arawn, den Herrscher Annwns, erzürnt: Pwyll verjagt Arawns Jagdhunde, die in einem Wald von Dyfed einen Hirsch erlegten. Als Vergeltung muss Pwyll Arawns Platz für ein Jahr und einen Tag einnehmen, indem er seine Gestalt annimmt. Er regiert in dieser Zeit an seiner statt Annwn und muss zum Ende dieser Zeit gegen den rangniederen König Hafgan antreten, den er schließlich tötet.
Zentraler Handlungsort ist Annwfn auch im Artus-Gedicht Preiddeu Annwfn („Die Beraubung von Annwfn“), das im Llyfr Taliesin („Das Buch Taliesins“) enthalten ist.

## Deutung
Annwn wird als – mitunter unsichtbare – Parallelwelt zur realen Welt gesehen. Diese Vermutung wird durch die Tatsache untermauert, dass in einem Wald, der der Sage nach in Dyfed liegt, ein Herrscher aus Annwn auf Jagd geht. Ein weiterer Hinweis findet sich in der Beschreibung der Cŵn Annwn (kymrisch „Jagdhunde Annwns“): Es handelt sich bei den Hunden um weißfellige Tiere mit roten Ohren.
Pwyll stand, so die Sage, ein Reich gegenüber, das eine Fülle hätte und dessen Bewohner so glücklich wären wie kein anderes ihm bekanntes Königreich. Dies lässt Rückschlüsse auf die Ansicht der Kelten auf die Anderswelt zu, in der die Menschen lebten wie in der realen Welt, jedoch weitaus zufriedener und glücklicher als dort. Weiterhin zeigt diese Geschichte, dass es Sterblichen durchaus möglich ist, in die Anderswelt zu gelangen und wohlbehalten wieder zurückzukehren.